# آردوود (ویرجینیا)
آردوود (به انگلیسی: Ardwood) یک منطقهٔ مسکونی در ایالات متحده آمریکا است که در شهرستان البمارل، ویرجینیا واقع شده است. آردوود ۱۳۲٫۸۹ متر بالاتر از سطح دریا واقع شده است.